# Magne Myrmo
Magne Gunnbjørn Myrmo, né le 30 juillet 1943 à Rennebu, est un fondeur norvégien.

## Biographie
En 1969, il ouvre son palmarès international par une victoire aux Jeux du ski de Suède sur le trente kilomètres et est troisième à Holmenkollen sur le cinquante kilomètres. Il est sélectionné pour les Championnats du monde 1970, où il est au mieux septième au trente kilomètres.
Aux Jeux olympiques de Sapporo en 1972, il remporte la médaille d'argent au cinquante kilomètres, seulement battu par son compatriote Pål Tyldum. Aux Championnats du monde 1974 à Falun, il devient champion du monde pour la première et seule fois de sa carrière, en gagnant le quinze kilomètres une seconde devant Gerhard Grimmer, alors qu'il chausse des skis en bois alors que ses concurrents portent des skis à fibre de verre. Il obtient aussi la médaille de bronze en relais. Cet exploit, contribue à sa désignation comme sportif norvégien de l'année en plus de recevoir la Statuette Olav (no).
Aux Jeux olympiques d'hiver de 1976, il n'est pas en compétition pour les médailles, se classant 55e et 23e.
Il obtient une ultime sélection aux Championnats du monde 1978, mais ne termine que 23e, avant de terminer plus haut en finissant deuxième du cinquante kilomètres de Holmenkollen.
Sur le Festival de ski de Holmenkollen, il accumule un total de trois succès (quinze kilomètres en 1970 et 1972 et cinquante kilomètres en 1974). Il reçoit ainsi la Médaille Holmenkollen en 1972.
Il compte aussi deux titres nationaux, en 1971 sur le cinquante kilomètres et en 1972 sur le quinze kilomètres.
Il devient entraîneur de l'équipe nationale norvégienne féminine de ski de fond entre 1978 et 1980.

## Palmarès

### Jeux olympiques
| Épreuve / Édition | Sapporo 1972 | Innsbruck 1976 |
| 15 km             | 19e          | 55e            |
| 30 km             | 21e          | 23e            |
| 50 km             | Argent       |                |

### Championnats du monde
| Épreuve / Édition | Falun 1974 |
| 15 km             | Or         |
| Relais 4 × 10 km  | Bronze     |